# Повіт Асіґара-Камі
Пові́т Асіґа́ра-Ка́мі (яп. 足柄上郡, あしがらかみぐん, МФА: [aɕigaɾa kamʲi guɴ]) — повіт в префектурі Канаґава, Японія.